# Kalovo (Trgovište)
Pour les articles homonymes, voir Kalovo.
Kalovo (en serbe cyrillique : Калово) est un village de Serbie situé dans la municipalité de Trgovište, district de Pčinja. Au recensement de 2011, il comptait 23 habitants.

## Démographie
| 1948 | 1953 | 1961 | 1971 | 1981 | 1991 | 2002 | 2011 |
| ---- | ---- | ---- | ---- | ---- | ---- | ---- | ---- |
| 585  | 602  | 468  | 392  | 136  | 68   | 48   | 23   |

|  |